# Miroslav Vyskot
Miroslav Vyskot (16. července 1924 Brno – 23. října 2009 Brno) byl český a československý vědec, vysokoškolský učitel, odborník na lesní kultury, politik Komunistické strany Československa a poúnorový poslanec Národního shromáždění ČSSR a Sněmovny lidu Federálního shromáždění.

## Biografie
Absolvoval Lesnickou fakultu Vysoké školy zemědělské v Brně (VŠZ). Specializoval se na biologii, pěstění a ekosystémy lesů. Dlouhodobě vedl výzkum pralesních rezervací v Československu. V letech 1961–1963 byl děkanem Lesnické fakulty VŠZ,, následně v letech 1963-1970 zastával post rektora Vysoké školy zemědělské v Brně. K roku 1968 se zmiňuje coby vysokoškolský učitel z volebního obvodu Třešť. Je také zmiňován i jako člen korespondent ČSAV.
Ve volbách roku 1964 byl zvolen za KSČ do Národního shromáždění ČSSR za Jihomoravský kraj. V Národním shromáždění zasedal až do konce volebního období parlamentu v roce 1968.
Po federalizaci Československa usedl roku 1969 do Sněmovny lidu Federálního shromáždění (volební obvod Třešť), kde setrval do konce volebního období parlamentu, tedy do voleb roku 1971.